# Matilde Zapata
Matilde Zapata   (Sevilla, 30 de novembre de 1906 - Santander, 28 de maig de 1938) va ser la directora del diari La Región des de l'assassinat del seu marit, Luciano Malumbres, fins al tancament del diari.

## Biografia
Matilde Zapata va néixer el 30 de novembre de 1906 a la ciutat andalusa de Sevilla, però aviat es va traslladar a Santander, perquè el seu pare era conserge de l'Escola de Nàutica. En la seva joventut va ser presidenta del Grup Infantil Socialista de Santander, per posteriorment militar en les Joventuts Socialistes.
Va començar a col·laborar amb el diari La Región quan el seu marit es va fer càrrec de la seva direcció, el 1931, en instaurar-se la II República. Amb la seva activitat política i els seus articles a la premsa sempre va reclamar els drets de les dones i va defensar la igualtat efectiva. I amb la seva col·aboració en el diari, tant ella com Malumbres volien visibilitzar el moviment obrer de la ciutat i donar-hi veu.
Després de l'assassinat de Malumbres al juny de 1936, es va convertir en la directora del periòdic fins al tancament del mateix en 1937; a causa del seu ingrés en el Partit Comunista el 1937, es va produir una radicalització a les pàgines del diari. També va exercir la funció d'auxiliar a la Biblioteca Municipal de Santander.
Quan les tropes franquistes van entrar a Santander es va refugiar a Astúries, on va fer propaganda a favor del comunisme. En intentar fugir a França amb vaixell, va ser detinguda per la flota nacional. A Santander va ser sotmesa a un consell de guerra, per donar suport a la causa marxista i arengar a les masses al carrer, que la va condemnar a mort, sent executada el 28 de maig de 1938.
L'any 2007 es van recopilar els seus articles a Las páginas femeninas de Matilde Zapata, de José Ramón Saiz Viadero, un recull que publicà l'Associació de la Premsa de Cantàbria.
El 14 d'abril (aniversari de la II República) se li ret un homenatge al cementiri de Ciriego, on està enterrada.